# 王宝弟
王宝弟（1953年11月—），河北定兴人。男，汉族。1970年8月参加工作，1973年4月加入中国共产党。天津师范大学思想政治教育专业干部专修科大学专科毕业，中共中央党校在职研究生学历。
历任天津化工厂车间党总支书记、厂党委副书记、副厂长，天津市化学工业局党委副书记，天津市化学工业总公司党委书记、副董事长，天津渤海化工集团公司党委书记、总经理、董事长等职。2009年3月，任中共天津市西青区委书记。2010年1月，当选天津市人大常委会副主任。2017年1月，辞去天津市人大常委会副主任职务。